# Time to Pretend (EP)
Time to Pretend è il secondo EP pubblicato dalla indie band statunitense MGMT, che al tempo si chiamava The Management. è stato pubblicato il 1º gennaio del 2005 dalla Cantora Records ed era disponibile su iTunes.
Nell'EP sono presenti alcune canzoni che compariranno nei lavori successivi, come Kids e Time to Pretend.

## Tracce
CD
1. Time to Pretend – 4:29
2. Boogie Down – 3:33
3. Destrokk – 3:45
4. Love Always Remains – 5:38
5. Indie Rokkers – 4:25
6. Kids – 5:28